# حسین رستگار نامدار
تیمسار حسین رستگار نامدار (تولد ۱۲۹۵ - مرگ ۱۳۶۰)، سپهبد نیروی زمینی و فرمانده لجستیک ارتش شاهنشاهی ایران (۱۳۵۴–۱۳۵۷) و فرزند میرزا مسیح طالقانی بود که در ۱۳۶۰ به جرم باور به دیانت بهایی، و اتهام فساد فی الارض و محاربه با خدا اعدام شد.
حسین رستگار نامدار، افسر ارتش و فرمانده نظامی ایرانی، در سال ۱۲۹۴ خورشیدی در طالقان به دنیا آمد. وی تحصیلات دانشگاهی خود را در رشته‌های حقوق و مدیریت به اتمام رساند و به درجه سرگردی نائل شد. سپس به عنوان استاد دانشگاه جنگ مشغول به کار شد. آخرین سمت نظامی او فرماندهی لجستیک ارتش بود.

## دستگیری
حسین رستگار نامدار در ۵ شهریور ۱۳۵۹ توسط پاسداران کمیته مرکزی دستگیر شد و به مدت ۱۱ ماه تحت فشارهای روحی و جسمی قرار گرفت تا از اعتقادات دینی خود برگردد و مسلمان شود. او حدود یک سال بعد اعدام شد.

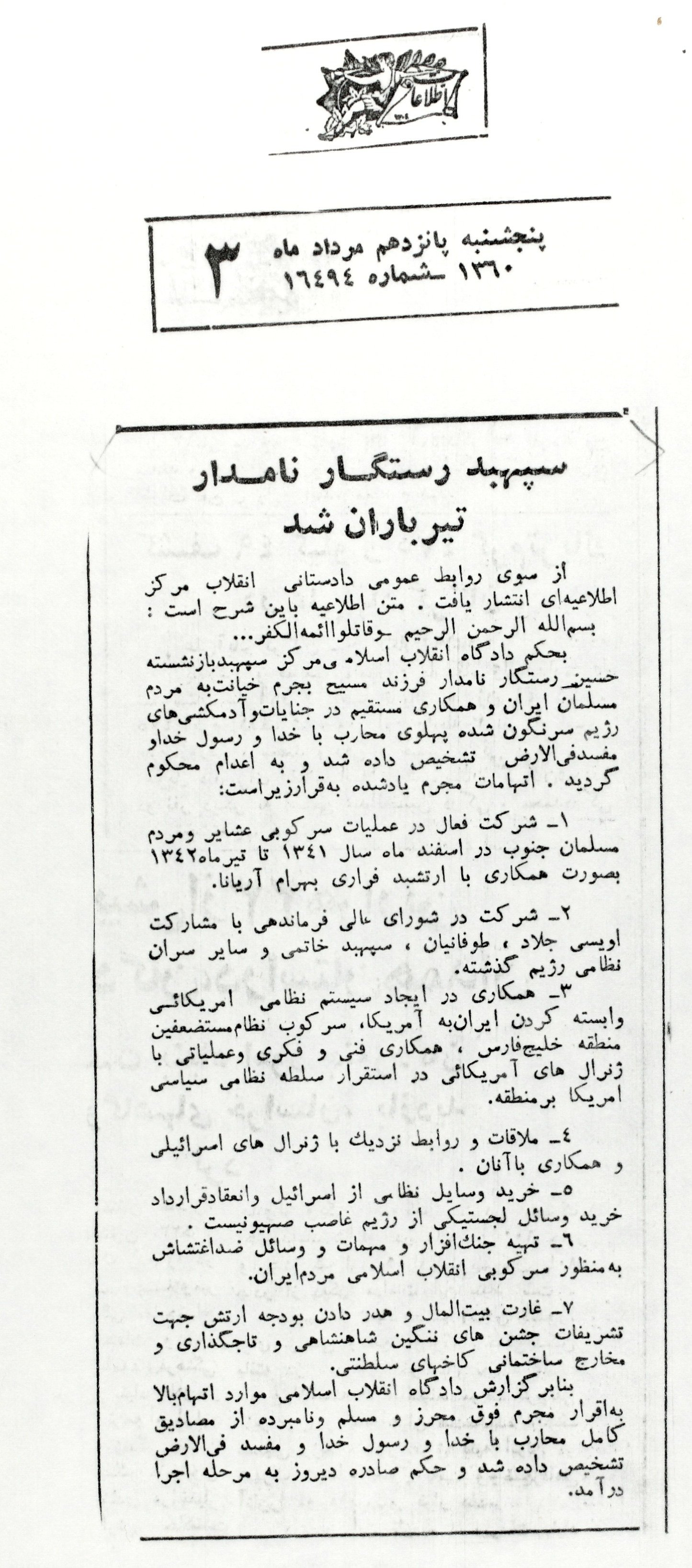
خبر اعدام حسین نامدار

## اعدام
در غروب ۱۴ مرداد ۱۳۶۰، حسین رستگار، زندانی بهایی، هنگام تماشای تلویزیون با خبری مواجه شد مبنی بر اینکه صبح همان روز به حکم دادگاه انقلاب مرکز، وی در زندان اوین تیرباران شده است. پس از لحظه‌ای سکوت، رستگار گفت: «خدا را شکر، من تا به حال نه رستگار بودم و نه نامدار ولی اکنون هم رستگار شدم و هم نامدار.». او در همان شب در زندان اوین اعدام شد.
جسد او به خانواده‌اش تحویل داده شد و در گورستان بهاییان به خاک سپرده شد.
وی در وصیت‌نامه خود نوشته بود که با صداقت و درست‌کاری و به شیوه‌ای مردمی خدمت کرده است. او در زمان مرگ ۶۵ ساله بود.